# Amor en cuatro tiempos
Amor en cuatro tiempos es una película de drama, romance y crimen mexicana de 1955 con trama antológica, escrita y dirigida por Luis Spota y protagonizada por Arturo de Córdova, Marga López, Jorge Mistral, Silvia Pinal, Adalberto Martínez "Resortes" y Ariadna Welter.

## Argumento
La película es un compendio antológico de cuatro historias diferentes relatadas por un globero. La primera trata de un payaso que vive su día a día trabajando en las calles junto a un niño, el hombre se enamora de una mujer que le dice que aceptará juntarse amorosamente con él pero sin el niño, a quien no quiere dejar porque lo aprecia como si fuera su hijo. La segunda relata la vida matrimonial de dos esposos que tratan de buscar la manera de revivir su amor y salir de su rutina diaria. La tercera es sobre una mujer anciana que es costurera en un teatro y relata su vida de joven al escuchar como las mujeres que trabajan ahí hablan sobre el amor, pero ella no esta de acuerdo con sus maneras de expresarse de este sentimiento, por lo que les cuenta sobre como se enamoró de un hombre mujeriego que termina sufriendo una incapacidad física después de haber participado en la revolución mexicana, lo que lo llevó a ser rechazado por todas las mujeres con las que estuvo, pero el amor que ella le tuvo pudo más que su condición física. La última trata sobre un hombre interrogado por dos agentes de policía tras recibir una acusación en su contra, en la cual se le culpa del asesinato de su esposa.

## Reparto
- Arturo de Córdova como Arturo Celis
- Marga López como María Valdés
- Jorge Mistral como José / Jorge
- Silvia Pinal como Sofía
- Adalberto Martínez "Resortes" como Dimas
- Ariadna Welter como Alicia de Celis
- Carlos Rivas como Antonio del Río
- Andrés Soler como El globero
- Ramón Gay como Agente de policía
- Arturo Martínez como Agente de policía
- Rosa María Moreno como Chole
- Consuelo Múgica como Amiga de María
- Ricardo Sánchez de la Barquera como Ramón
- Rodolfo Hernández como Pancholín
- Armando Arriola como Don Panchito
- María Luisa Cortés como Mujer en teléfono
- Enedina Díaz de León como Puestera
- Álvaro Matute como Capitán
- Rubén Márquez como Hombre sale cantina
- Pedro Padilla como Amigo del capitán
- Francisco Pando como Hombre en cabaret
- Lina Regis como Corista rubia
- Ángela Rodríguez como Corista
- Agata Rosenow como Corista
- Rafael Torres como Hombre en cabaret